# Meža (affluente della Unža)
La Meža (in russo Межа?) è un fiume della Russia europea centro-settentrionale, affluente di sinistra della Unža (bacino del Volga). Scorre nei rajon Meževskoj e Manturovskij dell'oblast' di Kostroma.
Il fiume ha origine dalla confluenza di due piccoli corsi d'acqua: Konjug e Mičug, in una remota regione disabitata del Trans-Volga vicino al confine con l'oblast' di Vologda. La foce del fiume si trova a 160 km dalla foce della Unža, 7 km a monte di Manturovo. La lunghezza è di 186 km, il bacino idrografico è di 2630 km².